# Lynk & Co・01
Lynk & Co・01はLynk & Coからの最初のモデルとして、発売される5ドアSUVである。

## 概要
01は、2016年10月に最初にオンラインで公開され、その後、2017年8月4日に発売された。
後にPHEVモデルもLynk & Coが製造した最初の高級ハイブリッドSUVとして2018年7月7日に追加発売された。
01は、ボルボと吉利汽車が共同開発した、ボルボ・CMAプラットホームがベースで、ボルボ・XC40の兄弟車である。

## 販売
中国では、2017年から、販売を開始した。
2021年春には、ヨーロッパでも販売を開始した。